# Цоко (Верона)
Цоко је насеље у Италији у округу Верона, региону Венето.
Према процени из 2011. у насељу је живело 9 становника. Насеље се налази на надморској висини од 1169 м.